# Uchū Sentai Kyuranger
Uchū Sentai Kyuranger (jap. 宇宙戦隊キュウレンジャー Uchū Sentai Kyūrenjā; Kosmiczny Oddział Bojowy Kyuranger) – japoński serial z gatunku tokusatsu z roku 2017. Jest czterdziestym pierwszym serialem z sagi Super Sentai stworzonym przez Toei Company. Był emitowany na kanale TV Asahi w latach 2017–2018. Jego amerykańską adaptacją jest serial Power Rangers Cosmic Fury.

## Fabuła
Akcja toczy się w rzeczywistości alternatywnej do poprzednich sezonów Sentai, w której wszystkie 88 gwiazdozbiorów, a także Układ Słoneczny, zostało podbitych przez zły Kosmiczny Szogunat Jark Matter, dowodzony przez Dona Armage. Aby przeciwstawić się oprawcom kosmos organizuje ruch oporu poszukujący dziewiątki legendarnych wojowników - Kyurangersów - którzy mają powstrzymać złe siły i wyzwolić galaktykę wykorzystując sferyczne artefakty zwane Kyutamami, które zawierają w sobie moc każdej konstelacji. Na wojowników zostają wybrani młodzieniec Lucky dysponujący ogromnym szczęściem, młoda kunoichi Hammie, kucharz Spada, wilkołak Garu, apatyczny Naaga Ray wraz ze swoim mechanicznym partnerem Balance'm, dwójka robotów - Champ i Raptor 283 oraz człowiek-skorpion o imieniu Stinger. Z czasem do drużyny dołączają przełożony drużyny - Shou Longpou oraz dwójka Ziemian - japoński chłopiec Kotarō Sakuma i astronauta Tsurugi Ōtori. 

## Kyurangersi
- Lucky / Lew Czerwony (ラッキー / シシレッド Rakkī / Shishi Reddo, Shishi Red)
- Stinger / Skorpion Pomarańczowy (スティンガー / サソリオレンジ Sutingā / Sasori Orenji, Sasori Orange)
- Garu / Wilk Niebieski (ガル / オオカミブルー Garu / Ōkami Burū, Ookami Blue)
- Balance / Waga Złoty (バランス / テンビンゴールド Baransu / Tenbin Gōrudo, Tenbin Gold)
- Champ / Byk Czarny (チャンプ / オウシブラック Chanpu / Oushi Burakku, Oushi Black)
- Naaga Rey / Wężownik Srebrny (ナーガ・レイ / ヘビツカイシルバー Nāga Rei / Hebitsukai Shirubā, Hebitsukai Silver)
- Hammie / Kameleon Zielony (ハミィ / カメレオングリーン Hamī / Kamereon Gurīn, Chameleon Green)
- Raptor 283 / Orzeł Różowy (ラプター283 / ワシピンク Raputā Nihachisan / Washi Pinku, Washi Pink)
- Spada / Ryba Żółty (スパーダ / カジキイエロー Supāda / Kajiki Ierō, Kajiki Yellow)
- Shou Longpou / Smok Dowódca (ショウ・ロンポー / リュウコマンダー Shō Ronpō / Ryū Komandā, Ryuu Commander)
- Kotarō Sakuma / Niedźwiedź Jasnoniebieski (佐久間 小太郎 / コグマスカイブルー Sakuma Kotarō / Koguma Sukaiburū, Koguma Skyblue)
- Tsurugi Ōtori / Feniks Żołnierz (鳳 ツルギ / ホウオウソルジャー Ōtori Tsurugi / Hōō Sorujā, Houou Soldier)

## Obsada
- Lucky: Takumi Kizu
- Stinger: Yōsuke Kishi
- Garu: Kazuya Nakai (głos)
- Balance: Yūki Ono (głos)
- Champ: Akio Ōtsuka (głos)
- Naaga Rey: Taiki Yamazaki
- Hammie: Sakurako Ōkubo
- Raptor 283: Mao Ichimichi (głos)
- Spada: Tetsuji Sakakibara
- Shou Longpou: Hiroshi Kamiya (głos)
- Kotarō Sakuma: Shōta Taguchi
- Tsurugi Ōtori: Keisuke Minami
- Don Armage: Atsuki Tani (głos)
- Ikargen: Yoku Shioya (głos)
- Madakko: Eri Kitamura (głos)
- Scorpio: Yūki Kubota
- Tecchu: Hiroshi Tsuchida (głos)
- Kukuruga: Naoya Uchida (głos)
- Akyanba: Arisa Komiya (głos)
- Orion: Kai Shishidō